# Fátima do Sul
Fátima do Sul là một đô thị thuộc bang Mato Grosso do Sul, Brasil. Đô thị này có diện tích 315,237 km², dân số năm 2007 là 18873 người, mật độ 17,46 người/km².